# AutoTram

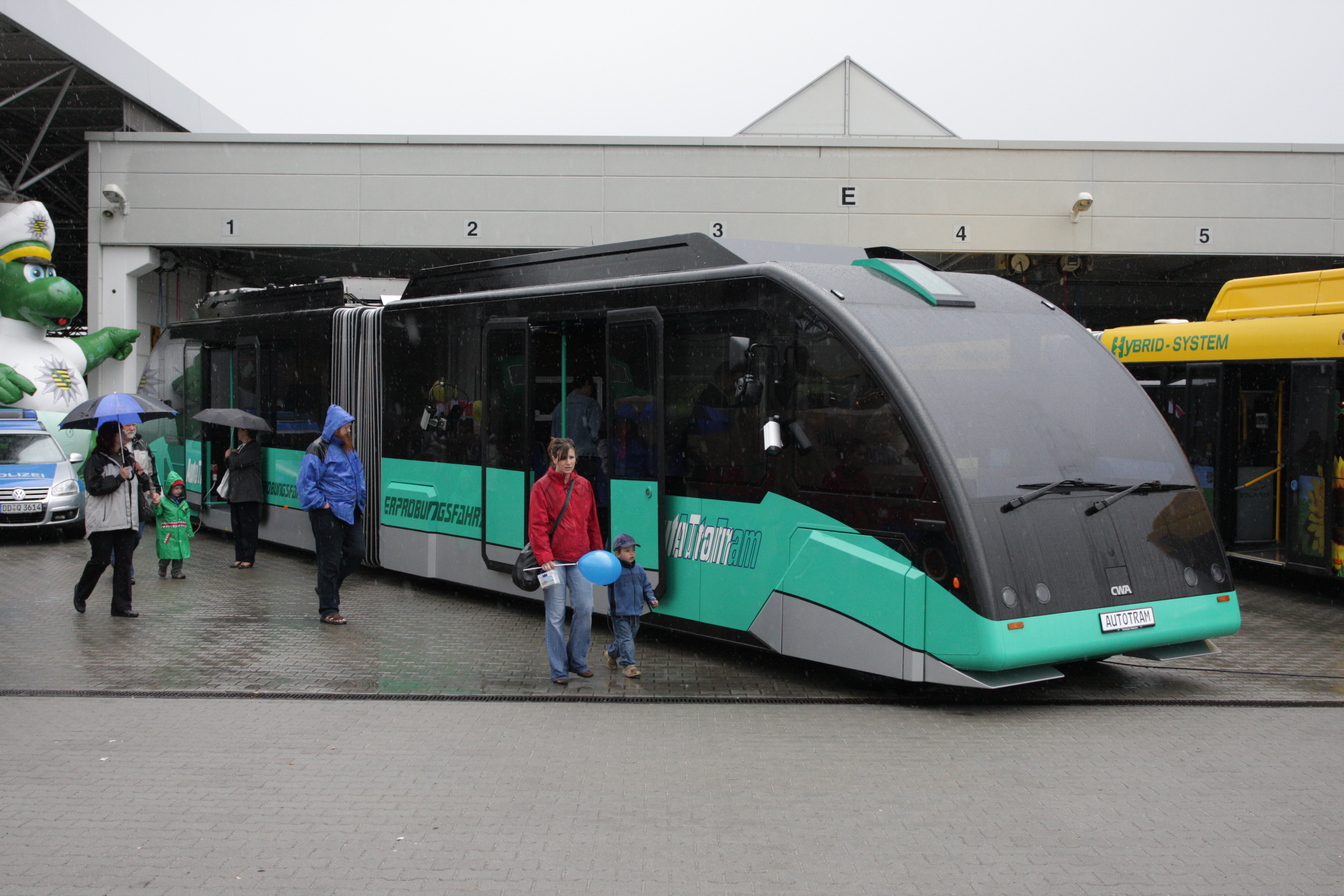
AutoTram in Dresden-Gruna

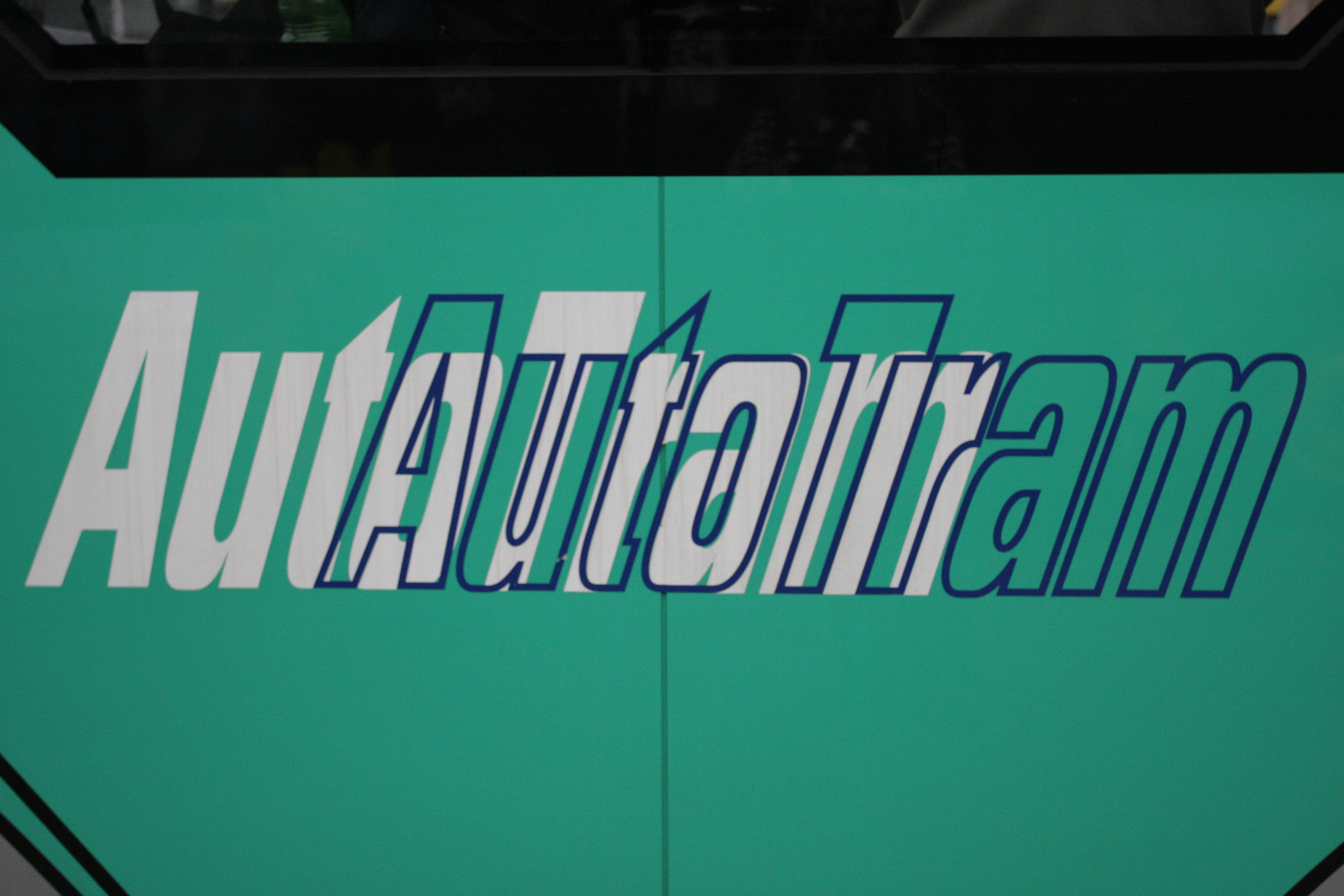
AutoTram-Logo

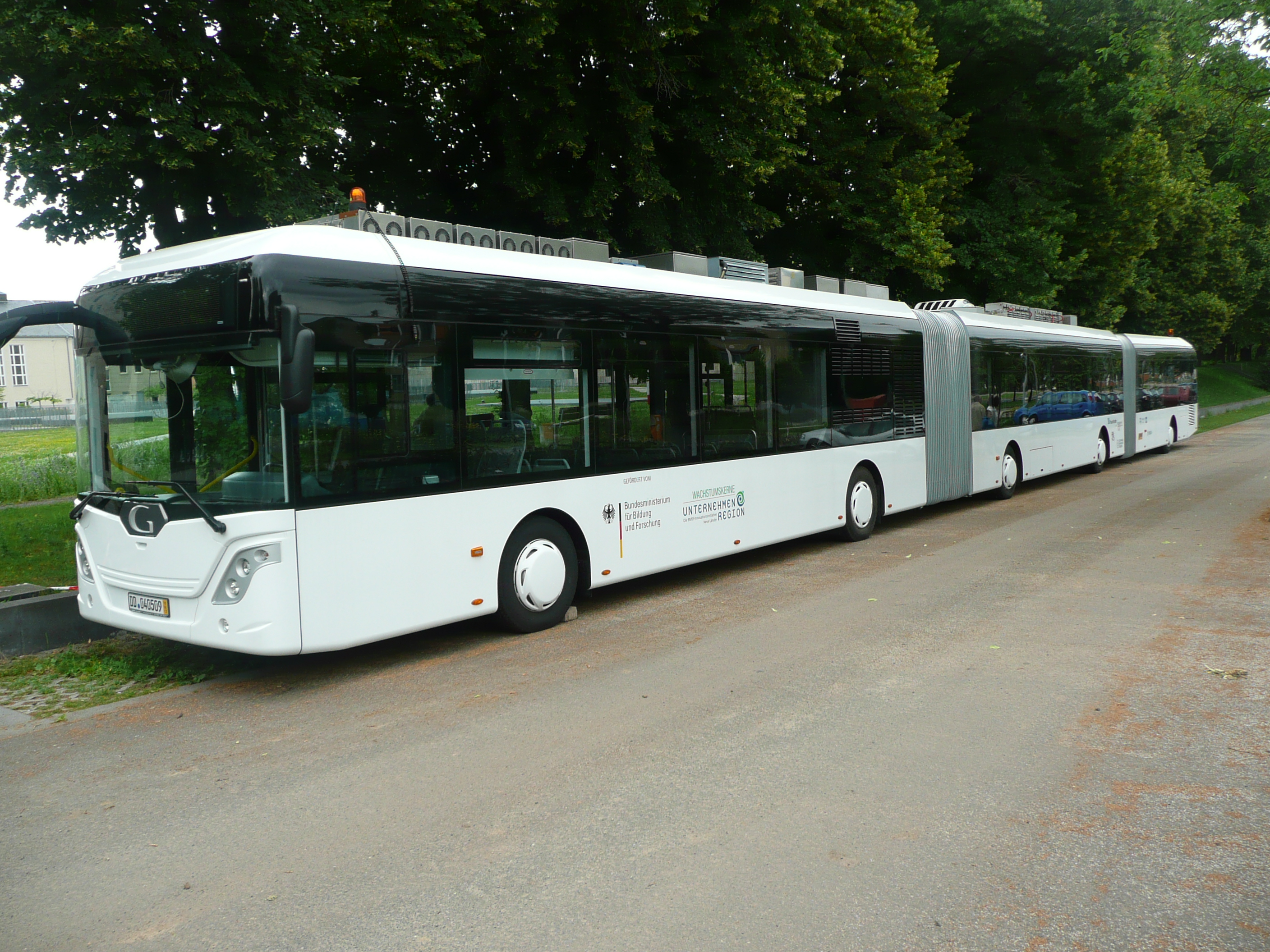
AutoTram Extra Grand

AutoTram ist ein städtisches Personenbeförderungssystem. Es wurde erstmals im April 2005 vorgestellt. Das vom Fraunhofer-Institut für Verkehrs- und Infrastruktursysteme (IVI) in Dresden entwickelte System ist eine neue Variante des Spurbus-Prinzips. Als Energiespeicher für den Antrieb kommt dabei eine Kombination aus Brennstoffzelle und Schwungspeicher zum Einsatz. Ein ähnliches Konzept wie dieses fand sich auch in dem 1950 in der Schweiz entwickelten Gyrobus. Um auf Schienen und Oberleitungen verzichten zu können, wird die AutoTram durch ein optisches Leitsystem gesteuert und fährt auf gewöhnlichen Gummireifen.

## Antrieb
Der Antrieb der AutoTram bestand in ihrer ersten Version aus einer 80-kW-Brennstoffzelle, die auch beim Mercedes-Benz F-Cell eingesetzt wird, und einem 325-kW-Schwungrad, das vier Kilowattstunden speichern kann. Später dienten Doppelschichtkondensatoren und ein Hochleistungsbatteriesystem zur Energiespeicherung.
Gerade im Stadtverkehr, wo oft beschleunigt und gebremst wird, ist die Kombination hilfreich.

## AutoTram Extra Grand
Die AutoTram Extra Grand wurde erstmals 2012 vorgestellt. Der dreigliedrige Doppelgelenkbus ist mit einer Länge von über 30 Metern der derzeit längste Omnibus der Welt. Er kann 256 Passagiere (davon 96 auf Sitzplätzen) transportieren. Gebaut wurde das Fahrzeug vom Unternehmen Göppel Bus in Thüringen. Für den Antrieb wird ein Diesel-Hybridantrieb genutzt.